# Llanfair Waterdine
Llanfair Waterdine – wieś w Anglii, w hrabstwie Shropshire. Leży 44 km na południowy zachód od miasta Shrewsbury i 227 km na północny zachód od Londynu.